# Lost, Stolen or Strayed (film 1905)
Lost, Stolen or Strayed è un cortometraggio muto del 1905 diretto e interpretato da Lewin Fitzhamon.

## Trama
Una ragazza perduta, costretta sulla strada da un farabutto, viene salvata da un gentiluomo che frusta il suo sfruttatore.

## Produzione
Il film fu prodotto dalla Hepworth.

## Distribuzione
Distribuito dalla Hepworth, il film - un cortometraggio della lunghezza di 83,8 metri - uscì nelle sale cinematografiche britanniche nel 1905. Non si hanno altre notizie del film che si ritiene perduto, forse distrutto nel 1924 quando il produttore Cecil M. Hepworth, ormai fallito, cercò di recuperare l'argento del nitrato fondendo le pellicole.